# Spechbach-le-Haut
Spechbach-le-Haut korábbi község Franciaországban, Haut-Rhin megyében. Lakosainak száma 655 fő (2018. január 1.). Spechbach-le-Haut Balschwiller, Frœningen, Galfingue, Spechbach-le-Bas, Saint-Bernard és Illfurth községekkel határos.
2016. január 1-jén Spechbach-le-Bas korábbi községgel egyesült és az így létrejött Spechbach új község része lett.

## Népesség
A település népessége az elmúlt években az alábbi módon változott:
| Lakosok száma | 291  | 302  | 327  | 512  | 618  | 636  | 642  | 1357 | 646  | 655  |
|               | 1962 | 1968 | 1975 | 1990 | 1999 | 2008 | 2013 | 2016 | 2017 | 2018 |